# Katalanische Küche

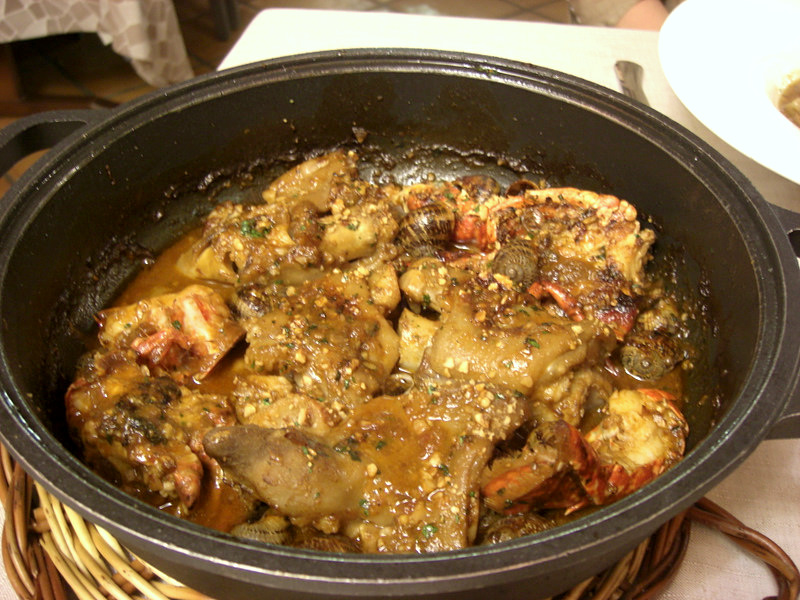
Variante eines klassischen „mar i muntanya“ Gerichts: Peus de porc i bogavant (Schweinefüße mit Hummer)

Die katalanische Küche ist die Regionalküche Kataloniens im Nordosten von Spanien.

## Beschreibung
Dank der langen Meeresküsten und ausgedehnten Gebirgszüge der Region gilt die Verbindung von "Meer und Gebirge" (mar i muntanya), also die Kombination von Fisch oder Meeresfrüchten mit Fleisch, als Charakteristikum der katalanischen Küche. Trotz dieser Besonderheit finden sich viele Merkmale der Mittelmeerküche, wie die Verwendung von Tomaten, Auberginen, Artischocken, Zucchini, Paprika, Knoblauch, aromatischen Kräutern und Olivenöl. Hierbei gilt die Zwiebel als die Königin der katalanischen Küche (La ceba és la reina de la cuina catalana). Eine weitere Besonderheit ist die Vielfalt von Reisgerichten sowie von Wurstprodukten wie fuet (kat. „Peitsche“) und llonganissa (zwei Dauerwurstsorten), bull (eine Brühwurst), pernil (luftgetrockneter Schinken) und dem auf der ganzen Iberischen Halbinsel verbreiteten Xoriço. Im Herbst nimmt die Verwendung von Pilzen zu, vor allem Reizker (kat. rovellons) und Steinpilze (bolets). 
Neben der Vielzahl originär katalanischer Gerichte ist die Küche des Landes auch von denen ihrer benachbarten Regionen beeinflusst. Aus der València stammen die Paella (kat. „Pfanne“), die Fideuà und die Orxata (span. Horchata), von den Balearen die Ensaïmada und die Mayonnaise (kat. Maionesa, d. h. „aus {der Stadt} Maó“), und auch die für ganz Spanien typischen Tapas (kat. Tapes) finden ihre Verwendung in katalanischen Gerichten. Das geschmacklich Besondere dieser Regionalküche besteht darin, dass oft salzige und süße Geschmackskomponenten miteinander zubereitet werden, wie z. B. geschmortes Kaninchen mit Birnen, Zimt und Zwiebeln.

## Gerichte aus Katalonien

### Zutaten und Beilagen

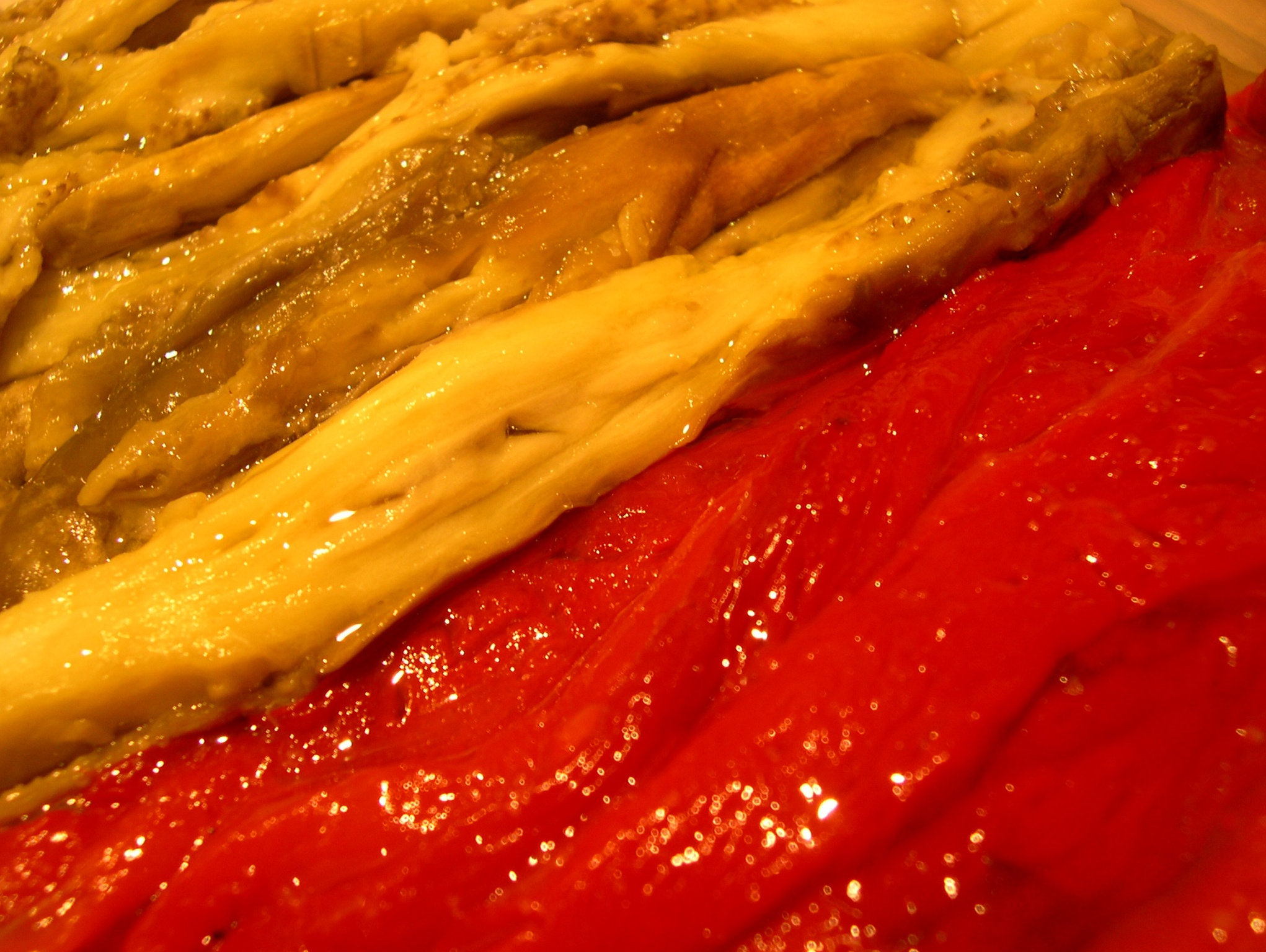
Escalivada

- Allioli (all i oli= Knoblauch und Öl): eine weißliche Paste mit der Konsistenz von Mayonnaise, die traditionellerweise ausschließlich aus Knoblauch und Öl besteht und beispielsweise zu Fleisch oder der Botifarra gereicht wird; im deutschen Sprachraum als Aioli bekannt
- Escalivada: kaltes, mariniertes, zuvor gegartes (gegrilltes) und anschließend geschältes Gemüse (Auberginen, Zwiebeln, Tomaten, Paprika)
- Pa amb tomàquet (Brot mit Tomate): das inoffizielle Nationalgericht, ohne das die katalanische Küche nicht auskommt; geröstete oder ungeröstete Weißbrotscheiben, die mit Knoblauch und einer quer halbierten Tomate eingerieben und anschließend mit Öl beträufelt und gesalzen werden.

### Hauptgerichte

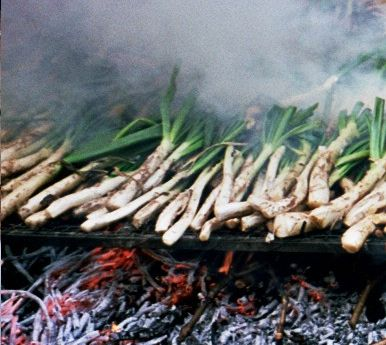
Calçots auf dem Grill

- Arròs amb conill: Reis mit Kaninchen, ähnlich einer Paella
- Arròs negre: „schwarzer Reis“, Reisgericht mit Tintenfischstücken, das durch die Tintenfischtinte schwarz gefärbt wird
- Bacallà amb samfaina: gebratener Stockfisch mit Auberginen, Paprika, Zucchini und Tomate
- Brandada de bacallà: gratiniertes Stockfisch-Püree
- Botifarra amb mongetes: sehr typisch katalanisch; eine Art grober Bratwurst, oft mit weißen Bohnen serviert
- Calçots: eine spezielle Zwiebelart, die gegen Ende des Winters gegrillt gegessen wird (siehe Calçotada)
- Conill amb cargols: Kaninchen mit Schnecken; urkatalanisches Gericht
- Escudella: Nudelsuppe

Typische „mar i muntanya“ Gerichte:
- Pollastre amb llagosta: Huhn mit Languste
- Sípia amb mandonguilles: Tintenfisch mit Fleischklößchen
- Cua de vedella amb sípia und Peus de porc amb sípia: Kalbsschwanz bzw. Schweinefüße mit Tintenfisch

### Nachtisch und Süßspeisen

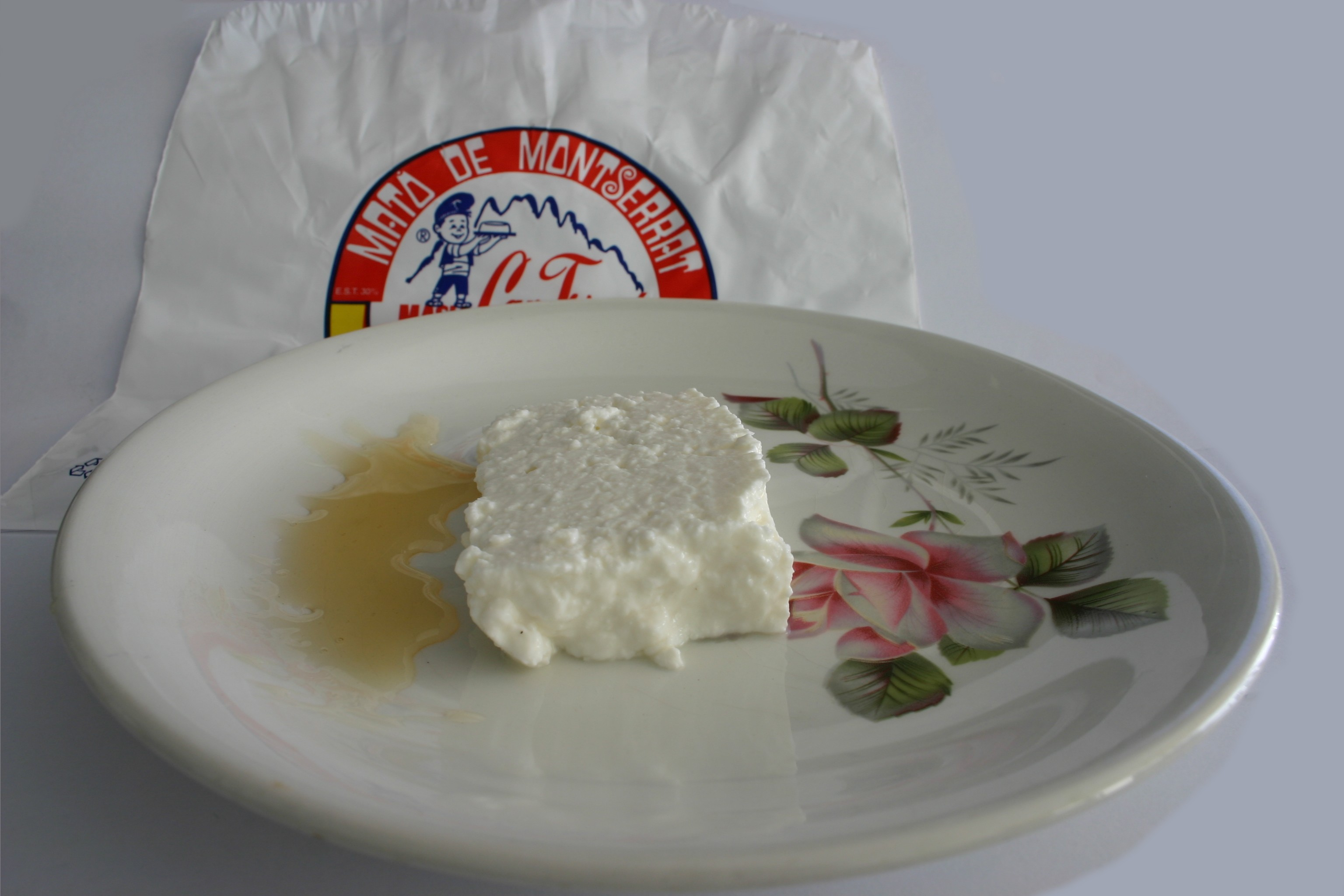
Ziegenmilchkäse Mató

- Bunyols: Ostergebäck; kleine, mit Zitrone oder Anis gewürzte Krapfen
- Coca de Sant Joan: Hefekuchen, Spezialität zum Johannistag (24. Juni)
- Crema catalana: Pudding mit Karamellschicht, sie ähnelt Crème brûlée. Wird meist in einem feuerfesten Ton-Topf serviert.
- Mel i mató (Honig und Mató-Käse): ein Frischkäse aus Ziegenmilch, mit Honig serviert

## Alkoholische Getränke
In mehreren Regionen Kataloniens werden Weine produziert. Die bekanntesten Weinregionen sind Penedès (Weißweine, aber auch angesehene Rotweine) und Priorat (vorwiegend Rotweine). Neben Frankreich ist Katalonien ein bedeutender Produzent von Sekt (kat. Cava), Marktführer sind die beiden Marken Freixenet und Codorniu. Die Bezeichnung des typisch katalanischen, oft sogar noch hausgemachten Kräuterlikörs lautet Ratafia.